# Johan 2. Kasimir Vasa af Polen
Johan 2. Kasimir Vasa (polsk: Jan II Kazimierz Waza; 22. marts 1609 – 16. december 1672) var kong i den polsk-litauiske realunion fra 17. januar 1649 til sin abdikation den 16. november 1668. 
Han var søn af Kong Sigismund 3. (1566-1632) og var den sidste polske konge af Vasa-slægten. 
I 1668 abdicerede han og tog til Frankrig, hvor han blev jesuit.

## Biografi
Johan Kasimir var søn af Sigismund 3. (1566-1632) af Vasa-slægten og Konstantia af Østrig (1588-1631). Gennem sin far tilhørte han den svenske adelsslægt Vasa, der havde regeret i Sverige siden 1523 og også blev konger i Polen i 1587.
Johan Kasimir havde i hele sin regeringstid mange mislykkede stridigheder med de oprørske kosakker, svenskerne under Karl 10. Gustav og med russerne. Ved Freden i Oliwa i 1660 måtte han afstå alle krav på den svenske krone for sig og sine efterkommere og afstå det nordlige Livland samt Estland og Ösel til Sverige samt opgive lenshøjheden over Hertugdømmet Preussen. Ved Freden i Andrussov i 1667 måtte han desuden afstå Smolensk og Ukraine m.m. til Rusland. Det lykkedes heller ikke for ham at styre den polske adel, der under ham opnåede liberum veto (dansk: ~ det frie veto).
Den 16. november 1668 abdicerede han og tog til Frankrig, hvor han blev jesuit. Han døde den 16. december 1672 i Nevers i Frankrig. Med ham uddøde Huset Vasas mandslinje.